# Eutreptiales
Eutreptiales o Eutreptiida o Eutreziali, è un ordine di protisti flagellati capaci di fotosintesi.

Sono simili e imparentati con organismi dell'ordine Euglenales, tuttavia ci sono alcune differenze.

## Caratteristiche
Gli Eutreziali hanno da due a quattro flagelli emergenti, uguali o disuguali. Le euglenales hanno invece un solo flagello emergente, poiché il secondo è molto corto e non sporge dalla tasca apicale, oppure i due flagelli sono non emergenti.
Gli Eutreptiales vivono principalmente in acqua marina o dolce, o in ambienti umidi terrestri o salmastri. Tutti i membri del gruppo sono fotosintetici, a differenza degli euglenales, che comprendono anche specie non fotosintetiche. La cellula di questi organismi non è rigida, come nei vegetali, e di solito può variare di forma.

## Suddivisioni
L'ordine degli Eutreptiales contiene due famiglie:
- Eutreptiaceae (Hollande, 1942), a sua volta contenente due generi, Eutreptia e Eutreptiella, per un totale di 15 (5+10) specie, esclusivamente acquatiche.
- Astasiaceae (Carter, 1859), a sua volta contenente 20 generi, che possono vivere anche in ambienti terrestri umidi o salmastri.